# Smørum Park
Smørum Park er et fodboldstadion i Smørumnedre som er hjemsted for byens fodboldklub, Ledøje-Smørum Fodbold.